# Psoriasi invertida
La psoriasi invertida o psoriasi flexural és una forma de psoriasi que, de manera selectiva, i sovint exclusivament, implica els plecs com els de darrere de les orelles, les aixelles, els plecs de l'engonal, els plecs inframamaris, el melic, el plec intergluti, el penis i els llavis.:193

## Diagnòstic diferencial
Les afeccions de la pell que poden presentar signes i símptomes similars inclouen dermatitis seborreica o l'intertrigen.